# Estação Guilhermina-Esperança
A Estação Guilhermina–Esperança é uma estação da Linha 3–Vermelha do metrô da cidade brasileira de São Paulo.
Foi inaugurada em 27 de agosto de 1988.
Está localizada na Rua Astorga, 800, Vila Guilhermina.
O Projeto inicial definia o nome da estação como "Rincão", porém, por apelos populares, a estação teve o nome alterado para Vila Esperança na época da inauguração. Três meses após o início das operações, passou a ser denominada Guilhermina–Esperança por ter o nome de dois dos três bairros que estão ao redor dessa estação: Vila Guilhermina e Vila Esperança.

## Características
Estação construída no nível da superfície, com mezanino de distribuição sobre a plataforma central e estrutura em concreto aparente com cobertura espacial metálica em treliça. O estacionamento para automóveis que atende a estação é terceirizado.
Possui acesso a pessoas portadoras de deficiência física através de elevadores.
Capacidade de até 20 mil passageiros por hora.
Área construída de 9.795 m².

## Obras de arte
A estação não faz parte do "Roteiro da Arte nas Estações" (Metrô de São Paulo).

## Tabela
| Sigla | Estação               | Inauguração          | Capacidade                   | Integração               | Plataformas | Posição    | Notas                                                                      |
| ----- | --------------------- | -------------------- | ---------------------------- | ------------------------ | ----------- | ---------- | -------------------------------------------------------------------------- |
| VPA   | Guilhermina–Esperança | 27 de agosto de 1988 | 20 mil passageiros hora/pico | Bilhete Único da SPTrans | Central     | Superfície | Estação com estrutura de concreto aparente, cobertura metálica em treliças |